# Julio Alberto
Julio Alberto Moreno Casas ou somente Julio Alberto (Candás, 7 de outubro de 1958), é um ex-futebolista espanhol.

## Carreira

### Atlético de Madrid
Julio Alberto iniciou sua carreira nas categoria de base do Atlético de Madrid, onde estreou profissionalmente em 1977, sob o comando do técnico Luis Aragonés. Durante as quatro temporadas em que jogou pelo time principal do Atlético (1977-1978 a 1981-1982), Julio não conquistou nenhum título, mas destacou-se como um dos laterais esquerdos mais velozes da Espanha .

### Barcelona
Transferiu-se para o Barcelona em 1982, onde atingiu a maturidade profissional e conquistou todos os títulos de sua carreira, atuando ao lado de jogadores como Diego Armando Maradona, Bernd Schuster, Francisco José Carrasco e Víctor Muñoz. Neste período, a equipe conquistou a Copa da Liga Espanhola de 1982, a Copa do Rei de 1983 e a Supercopa da Espanha de 1984 .
Na temporada 1984-1985, já sem Maradona na equipe e com Terry Venables como técnico, Julio conquistou seu primeiro título da concorrida La Liga .

### Seleção espanhola
Sua boas atuações pelo Barcelona chamaram a atenção de Miguel Muñoz, técnico da Seleção Espanhola, que o convocou pela primeira vez em 1984 . Foi titular absoluto do selecionado espanhol até 1988, disputando 34 partidas pela equipe, como a Eurocopa de 1984  (em que a Espanha ficou com o vice-campeonato) e a Copa do Mundo de 1986 (onde a Espanha foi eliminada nas quartas de final pela Bélgica, na disputa de pênaltis) 
Sua última partida pela Seleção Espanhola foi na derrota de 2 a 1 contra a Checoslováquia em Sevilha, em 24 de fevereiro de 1988.

## Vida pessoal
Após abandonar os campos, Julio caiu em profunda depressão e tornou-se dependente químico . Atualmente, já recuperado, atua junto a diversas fundações e organizações não governamentais - alertando os jovens quanto ao perigo do consumo de drogas -, além de representar o UNICEF em trabalhos sociais em países pobres .
Tornou-se técnico em 2005 e encontra-se vinculado profissionalmente ao Barcelona.

## Títulos
| Campeonato                |           |                               |
| Campeonato                | Clube     | Temporada                     |
| ------------------------- | --------- | ----------------------------- |
| Copa do Rei               | Barcelona | 1982-1983 1987-1988 1989-1990 |
| Copa da Liga Espanhola    | Barcelona | 1982-1983 1985-1986           |
| Supercopa da Espanha      | Barcelona | 1983                          |
| La Liga                   | Barcelona | 1984-1985 1990-1991           |
| Copa da Liga Espanhola    | Barcelona | 1982-1983 1985-1986           |
| Liga dos Campeões da UEFA | Barcelona | 1985-1986                     |
| Copa dos Campeões da UEFA | Barcelona | 1988-1989                     |

## Nota
- Este artigo foi inicialmente traduzido, total ou parcialmente, do artigo da Wikipédia em castelhano cujo título é «Julio Alberto Moreno», especificamente desta versão.